# Campionati mondiali di slittino 2021
I Campionati mondiali di slittino 2021 sono stati la cinquantesima edizione della rassegna iridata dello slittino, manifestazione organizzata negli anni non olimpici dalla Federazione Internazionale Slittino; si tennero dal 29 al 31 gennaio 2021 a Schönau am Königssee, in Germania, sulla LOTTO Bayern Eisarena Königssee, la pista refrigerata artificialmente più antica del mondo, la quale ha ospitato la manifestazione per la settima volta nella sua storia dopo le edizioni tenutesi nel 1969, nel 1970, nel 1974, nel 1979, nel 1999 e nel 2016; furono disputate gare in sette differenti specialità: nel singolo uomini, nel singolo donne, nel doppio, nella prova a squadre e nelle tre specialità dello sprint: la gara dedicata agli uomini, quella delle donne e quella dei doppi.
La rassegna avrebbe dovuto svolgersi inizialmente a Whistler, in Canada, tuttavia a causa delle problematiche relative al perdurare della pandemia di COVID-19 e le conseguenti misure di prevenzione applicate dai vari Stati, la Federazione Internazionale, in accordo con gli organizzatori canadesi, decise di annullare l'evento e spostarlo nella località bavarese.
A causa della vicenda doping emersa dopo i Giochi olimpici di Soči 2014 e delle sanzioni conseguenti, la squadra nazionale russa non poté prendere parte alla rassegna iridata esibendo il proprio nome, la propria bandiera e il proprio inno nazionale. Tutte le atlete e gli atleti hanno gareggiato sotto la sigla "RLF", acronimo di Russian Luge Federation (Federazione Russa di Slittino).
Vincitrice del medagliere fu la nazionale tedesca, capace di ottenere quattro titoli su sette e dodici medaglie sulle ventuno assegnate in totale: quelle d'oro furono conquistate da Julia Taubitz sia nel singolo che nel singolo sprint, da Toni Eggert e Sascha Benecken nel doppio e da Tobias Wendl e Tobias Arlt nel doppio sprint; nella gara del singolo maschile la vittoria andò invece al rappresentante della Federazione Russa di Slittino Roman Repilov e quella del singolo sprint all'austriaco Nico Gleirscher, mentre il titolo nella prova a squadre fu conquistato dalla formazione austriaca composta da Madeleine Egle, David Gleirscher, Thomas Steu e Lorenz Koller.
Tra i protagonisti della rassegna iridata, con due medaglie d'oro conquistate, vi fu soltanto la tedesca Taubitz, vincitrice anche di un argento; gli altri ad aver vinto tre medaglie sono stati i connazionali Eggert e Benecken, l'austriaco David Gleirscher e i lettoni Andris Šics e Juris Šics.
Anche in questa edizione, come ormai da prassi iniziata nella rassegna di Cesana Torinese 2011, furono assegnati i titoli mondiali under 23 premiando gli atleti meglio piazzati nelle tre gare del singolo uomini, del singolo donne e del doppio che non avevano ancora compiuto il ventitreesimo anno di età.

## Risultati

### Singolo donne
La gara fu disputata il 31 gennaio 2021 nell'arco di due manches e presero parte alla competizione 45 atlete in rappresentanza di 20 differenti nazioni; campionessa uscente era la russa Ekaterina Katnikova, giunta al traguardo in decima posizione gareggiando per la rappresentativa chiamata RLF (acronimo di Russian Luge Federation), e il titolo fu conquistato dalla tedesca Julia Taubitz, al suo primo trionfo iridato nel singolo dopo i due argenti ottenuti nel 2019 e nel 2020, nonché alla sua seconda medaglia d'oro in questa rassegna dopo quella vinta il giorno prima nel singolo sprint, davanti alle connazionali Natalie Geisenberger, già detentrice di quattro titoli nella specialità (2013, 2015, 2016 e 2019), e Dajana Eitberger, alla sua prima medaglia iridata nel singolo.
La speciale classifica riservata alle atlete under 23 vide primeggiare la tedesca Anna Berreiter sull'austriaca Lisa Schulte e la statunitense Ashley Farquharson, giunte rispettivamente quarta, undicesima e dodicesima assolute.
| Pos. | Atlete               | Nazione                       | 1ª manche | 2ª manche | Totale   | Distacco |
| ---- | -------------------- | ----------------------------- | --------- | --------- | -------- | -------- |
|      | Julia Taubitz        | Germania                      | 50"417    | 50"715    | 1'41"132 | –        |
|      | Natalie Geisenberger | Germania                      | 50"629    | 50"818    | 1'41"447 | +0"315   |
|      | Dajana Eitberger     | Germania                      | 50"760    | 50"844    | 1'41"604 | +0"472   |
| 4    | Anna Berreiter       | Germania                      | 50"908    | 51"062    | 1'41"970 | +0"838   |
| 5    | Tat'jana Ivanova     | Federazione Russa di Slittino | 50"947    | 51"230    | 1'42"177 | +1"045   |
| 6    | Summer Britcher      | Stati Uniti                   | 50"965    | 51"318    | 1'42"283 | +1"151   |
| 7    | Emily Sweeney        | Stati Uniti                   | 51"072    | 51"219    | 1'42"291 | +1"159   |
| 8    | Kendija Aparjode     | Lettonia                      | 51"212    | 51"212    | 1'42"424 | +1"292   |
| 9    | Elīza Tīruma         | Lettonia                      | 51"131    | 51"334    | 1'42"465 | +1"333   |
| 10   | Ekaterina Katnikova  | Federazione Russa di Slittino | 51"062    | 51"433    | 1'42"495 | +1"363   |

Note: in grassetto il miglior tempo di manche.

### Singolo uomini
La gara fu disputata il 30 gennaio 2021 nell'arco di due manches e presero parte alla competizione 40 atleti in rappresentanza di 18 differenti nazioni; campione uscente era il russo Roman Repilov, il quale riuscì a bissare il titolo anche in questa edizione ma gareggiando per la rappresentativa chiamata RLF, acronimo di Russian Luge Federation (Federazione Russa di Slittino), davanti al tedesco Felix Loch, già detentore di sei titoli mondiali nel singolo (2008, 2009, 2012, 2013, 2016 e 2019), e all'austriaco David Gleirscher, campione olimpico in carica e alla sua prima medaglia iridata nella specialità individuale classica, dopo aver vinto il bronzo il giorno prima nel singolo sprint.
Felix Loch stabilì inoltre il nuovo record del tracciato nella prima discesa con il tempo di 48"803.
La speciale classifica riservata agli atleti under 23 vide primeggiare il tedesco Max Langenhan sul connazionale Moritz Elias Bollmann e il lettone Gints Bērziņš, rispettivamente quarto, undicesimo e diciassettesimo classificato nella gara senior.
| Pos. | Atleti            | Nazione                       | 1ª manche   | 2ª manche | Totale   | Distacco |
| ---- | ----------------- | ----------------------------- | ----------- | --------- | -------- | -------- |
|      | Roman Repilov     | Federazione Russa di Slittino | 48"805      | 49"005    | 1'37"810 | –        |
|      | Felix Loch        | Germania                      | 48"803 (TR) | 49"069    | 1'37"872 | +0"062   |
|      | David Gleirscher  | Austria                       | 49"018      | 49"009    | 1'38"027 | +0"218   |
| 4    | Max Langenhan     | Germania                      | 48"891      | 49"168    | 1'38"059 | +0"249   |
| 5    | Johannes Ludwig   | Germania                      | 48"955      | 49"106    | 1'38"061 | +0"251   |
| 6    | Jonas Müller      | Austria                       | 49"178      | 49"164    | 1'38"342 | +0"532   |
| 7    | Wolfgang Kindl    | Russia                        | 49"201      | 49"200    | 1'38"401 | +0"591   |
| 8    | Semën Pavličenko  | Federazione Russa di Slittino | 48"993      | 49"496    | 1'38"489 | +0"679   |
| 9    | Kevin Fischnaller | Italia                        | 49"176      | 49"498    | 1'38"674 | +0"864   |
| 10   | Chris Mazdzer     | Stati Uniti                   | 49"364      | 49"318    | 1'38"682 | +0"872   |

Note: in grassetto il miglior tempo di manche. TR = record del tracciato.

### Doppio
La gara fu disputata il 30 gennaio 2021 nell'arco di due manches e presero parte alla competizione 52 atleti in rappresentanza di 13 differenti nazioni; campioni uscenti erano i tedeschi Toni Eggert e Sascha Benecken, i quali riconfermarono il titolo, il quarto consecutivo, anche in questa edizione, aggiungendolo a quelli vinti nel 2017, nel 2019 e nel 2020 e stabilendo il record assoluto di allori mondiali nella storia della disciplina biposto, davanti ai connazionali e rivali storici Tobias Wendl e Tobias Arlt, già campioni mondiali nel 2013, nel 2015 e nel 2016 nonché vincitori il giorno prima della gara del doppio sprint, e ai lettoni Andris Šics e Juris Šics, alla loro seconda medaglia iridata nel doppio dopo il bronzo ottenuto nel 2011.
La speciale classifica riservata agli atleti under 23 vide primeggiare gli italiani Ivan Nagler e Fabian Malleier sui tedeschi Hannes Orlamünder e Paul Gubitz e i lettoni Mārtiņš Bots e Roberts Plūme, rispettivamente quinti, decimi e dodicesimi classificati nella gara senior.
| Pos. | Atleti                                | Nazione  | 1ª manche | 2ª manche | Totale   | Distacco |
| ---- | ------------------------------------- | -------- | --------- | --------- | -------- | -------- |
|      | Toni Eggert Sascha Benecken           | Germania | 49"829    | 50"102    | 1'39"931 | –        |
|      | Tobias Wendl Tobias Arlt              | Germania | 49"831    | 50"255    | 1'40"086 | +0"155   |
|      | Andris Šics Juris Šics                | Lettonia | 50"168    | 50"423    | 1'40"591 | +0"660   |
| 4    | Emanuel Rieder Simon Kainzwaldner     | Italia   | 50"275    | 50"497    | 1'40"772 | +0"841   |
| 5    | Ivan Nagler Fabian Malleier           | Italia   | 50"267    | 50"519    | 1'40"786 | +0"855   |
| 6    | Thomas Steu Lorenz Koller             | Austria  | 50"356    | 50"432    | 1'40"788 | +0"857   |
| 7    | Ludwig Rieder Patrick Rastner         | Italia   | 50"219    | 50"570    | 1'40"789 | +0"858   |
| 8    | Wojciech Chmielewski Jakub Kowalewski | Polonia  | 50"291    | 50"575    | 1'40"866 | +0"935   |
| 9    | Oskars Gudramovičs Pēteris Kalniņš    | Lettonia | 50"268    | 50"618    | 1'40"886 | +0"955   |
| 10   | Hannes Orlamünder Paul Gubitz         | Germania | 50"465    | 50"657    | 1'41"122 | +1"191   |

Note: in grassetto il miglior tempo di manche.

### Gara a squadre
La gara fu disputata il 31 gennaio 2021 e ogni squadra nazionale prese parte alla competizione con una sola formazione; nello specifico la prova vide la partenza di una "staffetta" composta da una singolarista donna e un singolarista uomo, nonché da un doppio per ognuna delle 11 formazioni in gara, che scesero lungo il tracciato consecutivamente senza interruzione dei tempi tra un atleta e l'altro; il tempo totale così ottenuto laureò campione la nazionale austriaca di Madeleine Egle, David Gleirscher, Thomas Steu e Lorenz Koller davanti alla squadra tedesca formata da Julia Taubitz, Felix Loch, Toni Eggert e Sascha Benecken e a quella lettone composta da Kendija Aparjode, Artūrs Dārznieks, Andris Šics e Juris Šics.
| Pos. | Nazione                       | Atlete/i                                                                       | Totale   | Distacco |
| ---- | ----------------------------- | ------------------------------------------------------------------------------ | -------- | -------- |
|      | Austria                       | Madeleine Egle David Gleirscher Thomas Steu / Lorenz Koller                    | 2'43"139 | –        |
|      | Germania                      | Julia Taubitz Felix Loch Toni Eggert / Sascha Benecken                         | 2'43"177 | +0"038   |
|      | Lettonia                      | Kendija Aparjode Artūrs Dārznieks Andris Šics / Juris Šics                     | 2'43"571 | +0"432   |
| 4    | Stati Uniti                   | Summer Britcher Tucker West Chris Mazdzer / Jayson Terdiman                    | 2'43"764 | +0"625   |
| 5    | Italia                        | Andrea Vötter Dominik Fischnaller Ludwig Rieder / Patrick Rastner              | 2'43"829 | +0"690   |
| 6    | Federazione Russa di Slittino | Tat'jana Ivanova Roman Repilov Aleksandr Denis'ev / Vladislav Antonov          | 2'43"878 | +0"739   |
| 7    | Ucraina                       | Olena Stec'kiv Anton Dukač Ihor Stachiv / Andrij Lysec'kyj                     | 2'46"152 | +3"013   |
| 8    | Slovacchia                    | Katarína Šimoňáková Jozef Ninis Tomáš Vaverčák / Matej Zmij                    | 2'46"525 | +3"386   |
| 9    | Romania                       | Raluca Strămăturaru Valentin Crețu Vasile Marian Gîtlan / Darius-Lucian Şerban | 2'47"576 | +4"437   |
| -    | Polonia                       | Klaudia Domaradzka Mateusz Sochowicz Wojciech Chmielewski / Jakub Kowalewski   | DNF      | -        |

Note: DNF = gara non conclusa (did not finish).

### Sprint singolo donne
La gara fu disputata il 29 gennaio 2021 in un'unica manche in cui ebbero diritto a partecipare le prime 15 classificate al termine della prova di qualificazione svoltasi la mattina stessa e che vide al via 45 atlete in rappresentanza di 20 differenti nazioni; campione uscente era la russa Ekaterina Katnikova, giunta al traguardo in quattordicesima posizione, e il titolo fu conquistato dalla tedesca Julia Taubitz, per la seconda volta sul podio nella gara sprint dopo l'argento vinto nel 2019, davanti alle connazionali Anna Berreiter, alla sua prima medaglia mondiale in assoluto, e Dajana Eitberger, già bronzo di specialità nel 2016 e nel 2019.
| Pos. | Atlete               | Nazione                       | Tempo  | Distacco |
| ---- | -------------------- | ----------------------------- | ------ | -------- |
|      | Julia Taubitz        | Germania                      | 39"101 | –        |
|      | Anna Berreiter       | Germania                      | 39"112 | +0"011   |
|      | Dajana Eitberger     | Germania                      | 39"300 | +0"199   |
| 4    | Natalie Geisenberger | Germania                      | 39"321 | +0"220   |
| 5    | Viktorija Demčenko   | Federazione Russa di Slittino | 39"322 | +0"221   |
| 6    | Tat'jana Ivanova     | Federazione Russa di Slittino | 39"359 | +0"258   |
| 7    | Summer Britcher      | Stati Uniti                   | 39"416 | +0"315   |
| 8    | Lisa Schulte         | Austria                       | 39"550 | +0"449   |
| 9    | Madeleine Egle       | Austria                       | 39"561 | +0"460   |
| 10   | Ulla Zirne           | Lettonia                      | 39"601 | +0"500   |

### Sprint singolo uomini
La gara fu disputata il 29 gennaio 2021 in un'unica manche in cui ebbero diritto a partecipare i primi 15 classificati al termine della prova di qualificazione svoltasi la mattina stessa e che vide al via 40 atleti in rappresentanza di 18 differenti nazioni; campione uscente era il russo Roman Repilov, che concluse la prova al settimo posto gareggiando per la rappresentativa chiamata RLF (acronimo di Russian Luge Federation), e il titolo fu conquistato dall'austriaco Nico Gleirscher, alla sua prima medaglia in assoluto ai mondiali, davanti all'altro russo Semën Pavličenko, anch'egli rappresentando la squadra RLF e già bronzo nella specialità a Winterberg 2019, e all'altro austriaco David Gleirscher, fratello del vincitore, già medaglia d'argento nella gara sprint nella precedente edizione.
| Pos. | Atleti              | Nazione                       | Tempo  | Distacco |
| ---- | ------------------- | ----------------------------- | ------ | -------- |
|      | Nico Gleirscher     | Austria                       | 38"375 | –        |
|      | Semën Pavličenko    | Federazione Russa di Slittino | 38"416 | +0"041   |
|      | David Gleirscher    | Austria                       | 38"417 | +0"042   |
| 4    | Felix Loch          | Germania                      | 38"485 | +0"110   |
| 5    | Dominik Fischnaller | Italia                        | 38"526 | +0"151   |
| 6    | Max Langenhan       | Germania                      | 38"532 | +0"157   |
| 7    | Roman Repilov       | Federazione Russa di Slittino | 38"544 | +0"169   |
| 8    | Kevin Fischnaller   | Italia                        | 38"674 | +0"299   |
| 9    | Johannes Ludwig     | Germania                      | 38"721 | +0"346   |
| 10   | Gints Bērziņš       | Lettonia                      | 38"739 | +0"364   |

### Sprint doppio
La gara fu disputata il 29 gennaio 2021 in un'unica manche in cui ebbero diritto a partecipare i primi 15 doppi classificati al termine della prova di qualificazione svoltasi la mattina stessa e che vide al via 52 atleti in rappresentanza di 13 differenti nazioni; campioni uscenti erano i russi Aleksandr Denis'ev e Vladislav Antonov, che conclusero la prova al quattordicesimo posto gareggiando per la rappresentativa chiamata RLF (acronimo di Russian Luge Federation), e il titolo fu conquistato dai tedeschi Tobias Wendl e Tobias Arlt, al loro terzo alloro iridato nella specialità sprint dopo quelli conquistati nel 2016 e nel 2017, davanti ai lettoni Andris Šics e Juris Šics, per la prima volta sul podio nel doppio sprint, e all'altra coppia tedesca formata da Toni Eggert e Sascha Benecken, già campioni del mondo sprint nel 2019.
| Pos. | Atleti                                | Nazione  | Tempo  | Distacco |
| ---- | ------------------------------------- | -------- | ------ | -------- |
|      | Tobias Wendl Tobias Arlt              | Germania | 39"126 | –        |
|      | Andris Šics Juris Šics                | Lettonia | 39"140 | +0"014   |
|      | Toni Eggert Sascha Benecken           | Germania | 39"161 | +0"035   |
| 4    | Thomas Steu Lorenz Koller             | Austria  | 39"225 | +0"099   |
| 5    | Hannes Orlamünder Paul Gubitz         | Germania | 39"240 | +0"114   |
| 6    | Oskars Gudramovičs Pēteris Kalniņš    | Lettonia | 39"256 | +0"130   |
| 7    | Emanuel Rieder Simon Kainzwaldner     | Italia   | 39"320 | +0"194   |
| 8    | Wojciech Chmielewski Jakub Kowalewski | Polonia  | 39"362 | +0"236   |
| 9    | Tristan Walker Justin Snith           | Canada   | 39"368 | +0"242   |
| 10   | Ivan Nagler Fabian Malleier           | Italia   | 39"397 | +0"271   |

## Medagliere
| Pos.   | Nazione                       | Oro | Argento | Bronzo | Totale |
| ------ | ----------------------------- | --- | ------- | ------ | ------ |
| 1      | Germania                      | 4   | 5       | 3      | 12     |
| 2      | Austria                       | 2   | 0       | 2      | 4      |
| 3      | Federazione Russa di Slittino | 1   | 1       | 0      | 2      |
| 4      | Lettonia                      | 0   | 1       | 2      | 3      |
| Totale | Totale                        | 7   | 7       | 7      | 21     |